# Diffusion (Politikwissenschaft)
Diffusion bezeichnet in der vergleichenden Politikwissenschaft die Verbreitung politischer Phänomene durch den Kontakt von Gesellschaften. Dies geschieht jedoch nur auf der Grundlage funktionaler Zusammenhänge, die Voraussetzung für die Übernahme einer Gegebenheit von der einen Gesellschaft auf eine andere. Beispielsweise können demokratische Elemente über Kulturgrenzen hinweg 'abgeschaut' werden. Funktionale Zusammenhänge sind hierbei Voraussetzungen, die gesellschaftlich gegeben sein müssen, damit sich demokratische Strukturen etablieren können, wie zum Beispiel ein hoher Bildungsgrad und ein gewisses Wohlstandsniveau.
Aus der Diffusion leitet sich das so genannte Galton-Problem ab. Damit wird eine Diffusion bezeichnet, die nicht auf funktionalen Zusammenhängen beruht, sondern in der das beobachtete Phänomen in beiden Gesellschaften auf einer gemeinsamen Ursache beruht. Der britische Naturforscher Francis Galton hatte dieses Problem erstmals bei einer Studie des englischen Anthropologen Edward B. Tylor festgestellt.